# Kim Go-eun
Đây là một tên người Triều Tiên, họ là Kim.
Kim Go-Eun (tiếng Hàn: 김고은; sinh ngày 2 tháng 7 năm 1991) là nữ diễn viên và người mẫu người Hàn Quốc. Cô bắt đầu sự nghiệp diễn xuất với bộ phim A Muse (2012) và tiếp tục xuất hiện trong bộ phim tội phạm kinh dị Monster (2014) và Coin Locker Girl (2015). Sau đó, Go-eun tiếp nhận vai nữ chính trong hai bộ phim truyền hình phát sóng trên kênh tvN là Bẫy tình yêu (2016) và Yêu tinh (2016–17). 
Trong sự nghiệp diễn xuất của mình, Kim Go-eun đã nhận được nhiều giải thưởng, trong đó đáng chú ý nhất là Giải thưởng điện ảnh Blue Dragon cho nữ diễn viên mới xuất sắc nhất, Giải thưởng Nghệ thuật Baeksang cho nữ diễn viên mới xuất sắc nhất (phim truyền hình), Giải thưởng Phim truyền hình Rồng Xanh cho nữ diễn viên chính xuất sắc nhất và mới đây là Giải thưởng Nghệ thuật Baeksang cho nữ diễn viên chính xuất sắc nhất (mảng điện ảnh).

## Tiểu sử
Năm 1994, khi Go-eun mới 3 tuổi, cô cùng gia đình chuyển đến sinh sống tại thủ đô Bắc Kinh, Trung Quốc và sinh sống tại đây trong suốt hơn 10 năm. Khi quay trở lại Hàn Quốc, cô chia sẻ rằng bản thân mình thực sự đã rất sốc với môi trường sống thay đổi và tính cạnh tranh khắc nghiệt tại quê hương, những trải nghiệm mới đó khác hẳn với những năm tháng ở nước ngoài của cô, ngoại cảnh chính là thứ đã gây tác động mạnh mẽ nhất tới tính cách của Go-eun sau này. Và cũng vì cảm nhận được điều đó mà đạo diễn phim A Muse - nhà sản xuất Jung Ji-woo đã giao vai nữ chính trong tác phẩm của mình cho Go-eun: "Cô ấy có một sự tò mò và lòng can đảm bẩm sinh. Cô ấy mạnh mẽ ở khía cạnh không bao giờ bị ngoại lực tác động dễ dàng, và cô ấy cũng không đi theo những lối mòn được định hướng sẵn chỉ vì mọi người xung quanh ai cũng làm vậy" – ông chia sẻ.
Cô cũng chia sẻ thêm rằng, bản thân mình là một fan nhiệt thành, rất thích và đã xem đi xem lại nhiều lần tác phẩm Together (2002) của đạo diễn, nhà sản xuất phim người Trung Quốc Trần Khải Ca và lần nào cũng khóc, kể từ đó, Kim Go-eun quyết định nung nấu ước mơ trở thành một nhà biên kịch phim. Tuy nhiên, cơ duyên lại mang cô đến với sân khấu điện ảnh. Cô theo học và tốt nghiệp trường Đại học Nghệ thuật Quốc gia Hàn Quốc. Ngoài tiếng Hàn là ngôn ngữ mẹ đẻ, cô còn thông thạo tiếng Trung do đã sinh sống nhiều năm ở Trung Quốc.

## Cuộc sống cá nhân
Vào tháng 08 năm 2016, đại diện của Kim Go-eun xác nhận rằng cô đang hẹn hò với nam tài tử Shin Ha-kyun. Tuy nhiên, cả hai đã xác nhận chia tay vào tháng 2 năm 2017 với lý do lịch trình bận rộn và tiếp tục giữ mối quan hệ bạn bè, tiền bối – hậu bối.

## Sự nghiệp diễn xuất

### 2012:A Musevà những thành công bước đầu
Từ một sinh viên, năm 2012, Kim Go Eun trở thành tâm điểm chú ý của các phương tiện truyền thông khi tham gia tác phẩm điện ảnh 18+ của đạo diễn Jung Ji-Woo mang tên A Muse (Eungyo, tên tiếng Việt: Nàng Thơ). Trong phim, cô vào vai Han Eun-Gyo, một nữ sinh trung học 17 tuổi xinh đẹp nhưng thiếu thốn tình thương. Chán nản với những trận đòn roi của mẹ, cô tìm đến sự bình yên nơi mái hiên của Lee Jeok-Yo (Park Hae-Il), một nhà thơ 70 tuổi. Cô bé Eun Gyo sau đó đến giúp việc tại căn nhà của người mà cô gọi là "ông nội", trở thành nguồn cảm hứng và đánh thức dục vọng bên trong hai người đàn ông: một nhà thơ già luôn mong mỏi tìm lại sức sống của tuổi trẻ đã qua và một cậu học trò thèm khát hư danh có tên Seo Ji-Woo (Kim Moo-Yeol).
Mô tả cảm xúc của mình về những đặc điểm nghề nghiệp, Kim Go-eun nói: "Khi tôi đứng trên sân khấu lần đầu tiên, tôi đã rất lo lắng và tôi nghĩ rằng nó sẽ rất khó khăn nếu tôi phải làm điều này cho phần còn lại của cuộc đời tôi. Nhưng từ những lần sau, tôi cảm thấy ngây ngất, như thể tôi đã có đôi cánh trên lưng, và tôi không bao giờ muốn bước ra khỏi sân khấu. Tôi tiếp tục diễn xuất vì tôi muốn giữ cảm giác đó". Về quyết định để bản thân hạn chế xuất hiện trong những quảng cáo, cô nói: "Tôi không bao giờ nghĩ về hình ảnh của mình hoặc hợp đồng quảng cáo tiềm năng khi lựa chọn các dự án phim tiếp theo. Điều tôi lo lắng là những tác động xuất hiện của tôi trong quảng cáo sẽ có trong những vai diễn của tôi".
Kim Go-Eun, một sinh viên chuyên ngành diễn xuất nhiều triển vọng lúc đó mới 20 tuổi, chưa từng tham gia một dự án điện ảnh nào ngoài những bài tập làm phim và các vở kịch ở trường. Cô gặp gỡ đạo diễn Jung Ji-Woo thông qua những người bạn mà không hề biết rằng, ông cũng đang tìm kiếm "nàng thơ" cho bộ phim của mình, "Tôi được đạo diễn yêu cầu thử vai sau cuộc trò chuyện. Tôi thậm chí còn không thể chuẩn bị được gì nữa", Go-Eun nhớ lại.
Năng lực tiềm tàng trong con người Kim Go-Eun đã giúp cô sinh viên không một chút kinh nghiệm ấy vượt qua hơn 300 ứng viên để hóa thân thành nàng Lolita xứ Hàn. Nhưng bối cảnh 18+ của A Muse lại thực sự là thử thách đối với cô. Ngay ở vai diễn đầu tay này, Kim phải đảm nhận tới hai cảnh 18+ cùng bạn diễn Park Hae-Il và Kim Moo-Yeol. Nữ diễn viên trẻ thừa nhận từng rất lo lắng và xấu hổ, nhưng khi những cảnh quay bắt đầu được ghi lại, cô lại nhanh chóng cảm thấy bản thân hoàn toàn đắm chìm vào nhân vật.
Vai diễn "Han Eun-Gyo" đã tạo nên hiện tượng diễn xuất của năm 2012 mang tên Kim Go-Eun, khi nó mang về cho nữ sinh viên trường Nghệ thuật tới 9 giải "Diễn viên mới xuất sắc nhất" tại các lễ trao giải, trong đó có "Chuông Vàng" lần thứ 49 và "Rồng Xanh" lần thứ 33 - hai giải thưởng danh giá bậc nhất của làng điện ảnh Hàn Quốc.

### 2013-2015: Gián đoạn và quay trở lại
Mặc dù có nhiều lời đề nghị sau A Muse, Kim Go-eun quyết định tạm dừng diễn xuất, cô bắt đầu cho phép bản thân một khoảng thời gian nghỉ ngơi ngắn ngủi trong vòng hai năm, trong thời gian đó, Go-eun quay lại trường để hoàn thành việc học tập. Trở lại làng điện ảnh vào năm 2014, Kim Go-Eun đã cho thấy những bước trưởng thành đáng kể trong diễn xuất khi cô nhận lời tham gia phim điện ảnh Quái vật (2014) của đạo diễn Hwang In-Ho. Nhân vật của cô là Bok-Soon, một phụ nữ chậm phát triển có em gái bị một tên sát nhân giết hại dã man. Đau đớn và tức giận, Bok-Soon trở nên điên loạn và bắt đầu lên kế hoạch trả thù cho người em đã mất.
Đến năm 2015, Kim Go-Eun tiếp tục để lại dấu ấn trên màn ảnh rộng với ba vai diễn trong Coin Locker Girl - Phố người Hoa (2015), Memories Of The Sword và Xác chết bí ẩn (2015). Nếu như ở phim võ thuật Memories Of The Sword, cô hóa thân thành nữ kiếm khách Seol-Hee, thì đến với Xác chết bí ẩn, Kim lại được dịp làm một công tố viên đầy năng nổ và có phần hung hăng. Tuy nhiên, Phố người Hoa, tác phẩm có sự tham gia của nữ diễn viên gạo cội Kim Hye-Soo, mới là cái tên được chú ý nhất tại các phòng vé của Kim Go-Eun trong năm 2015.

### 2016 - Nay: Ra mắt phim truyền hình và sự nổi tiếng
Đầu năm 2016, Kim Go-Eun ra mắt màn ảnh nhỏ với vai diễn Hong-Seol trong Bẫy tình yêu, dự án trực thuộc đài cáp tvN được chuyển thể từ Webtoon (truyện tranh phát hành trực tuyến) cùng tên của họa sĩ Soonkki. Đó là lần kết hợp đầu tiên của cô với đạo diễn Lee Yoo-Jung - người đã đưa Quán cà phê hoàng tử trở thành cái tên đình đám trên màn ảnh Hàn cách đây gần 9 năm. Cô cũng góp giọng hát của mình trong ca khúc "Attraction" bởi Tearliner cho OST của bộ phim. Go-eun sau đó đã giành giải thưởng Baeksang thuộc hạng mục Best New Actress cho vai diễn này, qua đó một lần nữa khẳng định được tài năng của mình trong lĩnh vực điện ảnh. Sau khi dự án trên hoàn thành, cô tiếp tục tham gia vào những dự án mới, một trong số đó là vai chính trong Canola (2016), một bộ phim gia đình cảm động kể về cuộc hội ngộ giữa một cô gái và bà ngoại của mình.
Cùng năm, Go-eun đóng vai nữ chính Ji Eun-tak trong bộ phim truyền hình mới của đài tvN mang tên Yêu tinh, kết hợp cùng 2 nam tài tử hàng đầu xứ Hàn là Gong Yoo và Lee Dong-wook. Được xem là tác phẩm thành công nhất năm 2016, đầu 2017 khi lượng khán giả theo dõi bộ phim gia tăng một cách chóng mặt qua từng tập phim. Ngoài ra, các bản OST của bộ phim cũng đồng loạt đứng ở những vị trí hàng đầu trong các bảng xếp hạng.
Năm 2019, Kim Go-eun trở lại màn ảnh rộng với phim điện ảnh Sunset in My Hometown (Hoàng hôn trên Thị trấn). Để hóa thân vào vai diễn, cô đã tăng 8kg. Cô cho biết: "Khi tôi nghiên cứu các nhân vật, tôi nghĩ rằng Sun-mi trông sẽ không xinh như vậy và Mi-kyung, người mà Hak-soo phải lòng, trông sẽ xinh hơn. Vì vậy, tôi quyết định tăng cân." Năm 2019, cô đóng cặp với bạn diễn Jung Hae-in trong một bộ phim điện ảnh khác là Tune in for Love. Bộ phim đã phá vỡ kỉ lục phòng vé cho một bộ phim tình cảm trong ngày khởi chiếu 28 tháng 8 năm 2019, thu về 173.562 lượt xem và vượt qua kỷ lục trước đó của Cậu bé người sói. Phim cũng là phim đứng đầu phòng vé Hàn Quốc trong tuần đầu tháng 9 năm 2019. Vào tháng 11, Tune in for Love được trình chiếu tại Liên hoan phim Đông Á Luân Đôn.
Trong giai đoạn năm 2020 đến năm 2022, Kim Go-eun tiếp tục hoạt động tích cực với các bộ phim như phim ngắn Untact, phim âm nhạc Hero và ba bộ phim truyền hình Quân vương bất diệt, Các tế bào của Yumi và Những người phụ nữ bé nhỏ.

## Danh sách các phim đã tham gia

### Phim
| Năm  | Tên phim                   | Tên tiếng Hàn       | Vai diễn               | Ghi chú                    | Tham khảo   |
| ---- | -------------------------- | ------------------- | ---------------------- | -------------------------- | ----------- |
| 2012 | A Muse (còn gọi là Eungyo) | 은교                | Han Eun-kyo            |                            | [ 6 ]       |
| 2012 | Yeonga                     |                     | Yung-ah                | Phim ngắn                  | [ 7 ] [ 8 ] |
| 2012 | Comfort                    |                     | Eun-hye                | Phim độc lập               |             |
| 2013 | Neverdie Butterfly         | 네버다이 버터플라이 | Moon Soo-yeon          | Cameo                      | [ 9 ]       |
| 2014 | Monster                    | 몬스터              | Bok-soon               |                            | [ 10 ]      |
| 2015 | Coin Locker Girl           | 차이나타운          | Il-young               |                            | [ 11 ]      |
| 2015 | Memories of the Sword      | 협녀: 칼 의 기억    | Seol-hee / Hong-yi     |                            | [ 12 ]      |
| 2015 | Xác chết bí ẩn             | 성난 변호사         | Jin Sun-mi             |                            | [ 13 ]      |
| 2016 | Canola                     | 계춘할망            | Hye-ji                 |                            | [ 14 ]      |
| 2018 | Sunset in My Hometown      | 변산                | Sun-mi                 |                            | [ 15 ]      |
| 2019 | Hit-and-Run Squad          | 뺑반                | Người quen của Min-jae | Cameo                      |             |
| 2019 | Tune in for Love           | 유열의 음악앨범     | Kim Mi-soo             |                            | [ 16 ]      |
| 2020 | Untact                     | 언택트              | Soo-jin                | Phim ngắn                  | [ 17 ]      |
| 2024 | Exhuma: Quật mộ trùng ma   | 파묘                | Hwa-rim                |                            |             |
| TBA  | Hero                       | 영웅                | Seol-hee               | Dự kiến phát hành vào 2022 | [ 18 ]      |

### Phim truyền hình
| Năm        | Tên phim                                        | Tên tiếng Hàn      | Kênh phát sóng | Vai diễn          | Ghi chú                       | Tham khảo |
| ---------- | ----------------------------------------------- | ------------------ | -------------- | ----------------- | ----------------------------- | --------- |
| 2016       | Bẫy tình yêu (Cheese in the Trap)               | 치즈인더트랩       | tvN            | Hong-Seol         | 16 tập                        | [ 19 ]    |
| 2016–17    | Yêu tinh (Goblin)                               | 도깨비             | tvN            | Ji Eun-tak        | 16 tập + 3 tập đặc biệt       | [ 20 ]    |
| 2020       | Quân vương bất diệt (The King: Eternal Monarch) | 더 킹: 영원의 군주 | SBS & Netflix  | Jung Tae-Eul/Luna | 16 tập                        | [ 21 ]    |
| 2021 -2022 | Các tế bào của Yumi (Yumi's Cells)              | 유미의 세포들      | tvN            | Kim Yumi          | 14 tập (mùa 1) 14 tập (mùa 2) | [ 22 ]    |
| 2022       | Ba chị em                                       | 작은 아씨들        | tvN & Netflix  | Oh In-ju          | 12 tập                        | -         |

## Hoạt động khác

### Vai trò đại sứ
Năm 2019, Kim Go Eun được chính thức công bố là đại sứ thương hiệu Chanel tại Hàn Quốc và cũng là diễn viên duy nhất được nhãn hàng chọn vào vị trí này. Sau đó, cô được chọn trở thành một trong bảy gương mặt cho chiến dịch quảng cáo đồng hồ mới  "J12 Turns 20" của Chanel vào năm 2020.
Năm 2019, Kim Go Eun đã được bổ nhiệm làm nữ đại sứ danh dự cho hoạt động Tái Chế Tài Nguyên của Bộ Môi trường Hàn Quốc được tổ chức tại Trung tâm Báo chí Hàn Quốc vào ngày 30 tháng 8 năm 2019. Kim Go Eun luôn tích cực quan tâm đến các hoạt động đóng góp xã hội và bảo vệ môi trường như quyên góp cho nạn nhân cháy rừng ở khu vực Gangwon và loại bỏ rác thải nhựa trên biển với “NO Plastic Challenge".

### Hoạt động thiện nguyện
Vào cuối tháng 2 năm 2020, tổ chức phi chính phủ Good Neighbors của Hàn Quốc công bố rằng Kim Go Eun đã quyên góp 100 triệu Won (khoảng 2,173 tỷ VND) để cung cấp 40.000 chiếc khẩu trang cho các gia đình có thu nhập thấp ở Hàn Quốc giữa đại dịch Covid-19.

## Giải thưởng và đề cử
| Năm  | Giải thưởng                                                               | Hạng mục                          | Đề cử               | Kết quả   |
| ---- | ------------------------------------------------------------------------- | --------------------------------- | ------------------- | --------- |
| 2012 | 8th Jecheon International Music & Film Festival                           | Moët Rising Star Award            | A Muse              | Đoạt giải |
| 2012 | 21st Buil Film Awards                                                     | Best New Actress                  | A Muse              | Đoạt giải |
| 2012 | 32nd Korean Association of Film Critics Awards                            | Best New Actress                  | A Muse              | Đoạt giải |
| 2012 | 49th Grand Bell Awards                                                    | Best Actress                      | A Muse              | Đề cử     |
| 2012 | 49th Grand Bell Awards                                                    | Best New Actress                  | A Muse              | Đoạt giải |
| 2012 | 33rd Blue Dragon Film Awards                                              | Best New Actress                  | A Muse              | Đoạt giải |
| 2012 | 2nd Beautiful Artist Awards (Shin Young-kyun Arts and Culture Foundation) | New Artist Award                  | A Muse              | Đoạt giải |
| 2012 | 13th Busan Film Critics Awards                                            | Best New Actress                  | A Muse              | Đoạt giải |
| 2013 | 4th KOFRA Film Awards                                                     | Best New Actress                  | A Muse              | Đoạt giải |
| 2013 | 49th Baeksang Arts Awards                                                 | Best New Actress (Film)           | A Muse              | Đề cử     |
| 2013 | 12th New York Asian Film Festival                                         | Star Asia Rising Star Award       | A Muse              | Đoạt giải |
| 2015 | 19th Bucheon International Fantastic Film Festival                        | Fantasia Award                    | Coin Locker Girl    | Đoạt giải |
| 2015 | 24th Buil Film Awards                                                     | Best Actress                      | Coin Locker Girl    | Đề cử     |
| 2016 | 52nd Baeksang Arts Awards                                                 | Best New Actress (Television)     | Cheese in the Trap  | Đoạt giải |
| 2016 | 52nd Baeksang Arts Awards                                                 | Most Popular Actress (Television) | Cheese in the Trap  | Đề cử     |
| 2016 | 5th APAN Star Awards                                                      | Best New Actress                  | Cheese in the Trap  | Đề cử     |
| 2016 | Style Icon Awards                                                         | Amazing Rising Star               | Kim Go-eun          | Đoạt giải |
| 2017 | 53rd Baeksang Arts Awards                                                 | Best Actress                      | Yêu tinh            | Đề cử     |
| 2018 | Asia Artist Award                                                         | Best Actress                      | Kim Go-eun          | Đề cử     |
| 2018 | 13th Anual Soompi Awards                                                  | Actress of the Year               | Kim Go-eun          | Đề cử     |
| 2019 | Asia Artist Award                                                         | Best Actress                      | Kim Go-eun          | Đề cử     |
| 2020 | Asia Artist Award                                                         | Best Actress                      | Kim Go-eun          | Đề cử     |
| 2020 | 25th Chunsa Film Art Awards                                               | Best Actress                      | Tune in for love    | Đề cử     |
| 2020 | APAN Awards                                                               | Female Popularity Award           | Kim Go-eun          | Đề cử     |
| 2022 | 1st Blue Dragon Series Awards                                             | Best Actress                      | Các tế bào của Yumi | Đoạt giải |